# Achille Jouaust
 Achille Godefroy Jouaust (Paris, 25 février 1825 - Nantes, 23 mars 1889) est un avocat et maire provisoire de Saint-Malo en 1870-1871.

## Biographie
Achille Godefroy,  nait à Paris, est d'origine rennaise par son père Godefroy Jouaust (1797-1855) et parisienne par sa mère Marie Victoire Marlin (1799-1878). Il épouse à Rennes le 16 janvier 1849 Élisabeth Rose Prevot. 
Avocat et administrateur des Hospices, il est nommé maire provisoire de Saint-Malo le 17 septembre 1870 après la révocation du bonapartiste Charles Pierre Rouxin après la chute du Second Empire et la proclamation de la IIIe République. Il est confirmé le 30 septembre suivant par le préfet de l'Ille-et-Vilaine comme président de la Commission municipale, commission qui est dissoute le 18 avril 1871. Franc-maçon, il est membre du conseil de l'ordre du Grand Orient de France sous le Second Empire au cours de la grande maitrise du général Émile Mellinet. Il meurt à Nantes en 1889 à 64 ans.

## Source
- Gilles Foucqueron Saint-Malo, deux mille ans d'histoire, tome I, éditions Foucqueron, Saint-Malo, 1999 p. 881.